# Klasa 3000
Klasa 3000 (ang. Class of 3000) – amerykański komediowy i muzyczny serial animowany, produkowany dla Cartoon Network. Premiera serialu w USA odbyła się 3 listopada 2006 roku, a w Polsce 1 października 2007 roku.

## Opis fabuły
Serial opowiada o grupie wybitnie uzdolnionych muzycznie dzieci i ich nauczycielu, Sunnym Bridgesie, który po wielu latach wrócił do rodzinnego miasta i został nauczycielem w szkole. Każdy odcinek zawiera piosenkę pasującą do sytuacji przedstawionej w danym epizodzie, a dzieci poznają różne gatunki muzyczne oraz ich mieszanki. Serial porusza także wiele problemów życiowych. 
Sunny Bridges to były gwiazdor estrady, który postanawia porzucić światową karierę i zostać nauczycielem muzyki w szkole, do której uczęszczają główni bohaterowie. Jego doświadczenie i pasja do muzyki inspirują uczniów do rozwijania swoich talentów i odkrywania nowych form wyrażania uczuć. 
Wśród uczniów Sunny'ego znajdują się m.in. Li’l D, 12-letni perkusista; Eddie, bogaty chłopiec grający na klarnecie; Madison, skrzypaczka o blond włosach; Philly Phil, wynalazca grający na kontrabasie; oraz Tamika Jones, harfistka o silnym charakterze. Każdy z nich wnosi do zespołu unikalne cechy i talenty, co sprawia, że razem tworzą zgraną grupę muzyczną.

## Obsada
- André 3000 – Sunny Bridges
- Small Fire – Li’l D
- Crystal Scales – Tamika Jones
- Janice Kawaye – Kam, Kim
- Phil LaMarr – Philly Phil
- Tom Kenny – Edward „Eddie” Phillip James Lawrence III
- Jennifer Hale – Madison Spaghettini Papadopoulos
- Jeff Bennett – Dyrektor Luna

## Odcinki

### Spis odcinków
| Premiera odcinka  | Nr | Angielski tytuł             |
| ----------------- | -- | --------------------------- |
|                   |    |                             |
| SERIA PIERWSZA    |    |                             |
|                   |    |                             |
| 01.10.2007        | 01 | Home                        |
| 01.10.2007        | 02 | Home                        |
|                   |    |                             |
| 02.10.2007        | 03 | Peanuts! Get Yer Peanuts!   |
|                   |    |                             |
| 03.10.2007        | 04 | The Devil and Li’l D        |
|                   |    |                             |
| 04.10.2007        | 05 | Funky Monkey                |
|                   |    |                             |
| 05.10.2007        | 06 | The Hunt for Red Blobtober  |
|                   |    |                             |
| 08.10.2007        | 07 | Eddie’s Money               |
|                   |    |                             |
| 09.10.2007        | 08 | Brotha From the Third Rock  |
|                   |    |                             |
| 10.10.2007        | 09 | Westley Side Story          |
|                   |    |                             |
| 11.10.2007        | 10 | Love Is in the Hair… Net    |
|                   |    |                             |
| 12.10.2007        | 11 | Am I Blue?                  |
|                   |    |                             |
| 15.10.2007        | 12 | Prank Yankers               |
|                   |    |                             |
| 16.10.2007        | 13 | Mini Mentors                |
|                   |    |                             |
| SERIA DRUGA       |    |                             |
|                   |    |                             |
| 04.02.2008        | 14 | Too Cool for School         |
|                   |    |                             |
| 05.02.2008        | 15 | Nothin’ To It But To Do It  |
|                   |    |                             |
| 06.02.2008        | 16 | Free Philly                 |
|                   |    |                             |
| 07.02.2008        | 17 | Tamika and the Beast        |
|                   |    |                             |
| 08.02.2008        | 18 | Safety Last                 |
|                   |    |                             |
| 11.02.2008        | 19 | Study Buddies               |
|                   |    |                             |
| 12.02.2008        | 20 | The Cure                    |
|                   |    |                             |
| 13.02.2008        | 21 | Big Robot on Campus         |
|                   |    |                             |
| 14.02.2008        | 22 | Take A Hike!                |
|                   |    |                             |
| 15.02.2008        | 23 | You Ain’t Seen Nothin’ Yeti |
|                   |    |                             |
| 18.02.2008        | 24 | Vote Sunny                  |
|                   |    |                             |
| 19.02.2008        | 25 | Kam Inc.                    |
|                   |    |                             |
| 20.02.2008        | 26 | Two To Tango                |
|                   |    |                             |
| ODCINEK SPECJALNY |    |                             |
|                   |    |                             |
|                   | 27 | Christmas Special           |
|                   | 28 | Christmas Special           |
|                   |    |                             |